# Felipe Baloy
Felipe Abdiel Baloy Ramírez (* 24. února 1981) je bývalý panamský profesionální fotbalista, který hrál na pozici obránce. Vstřelil vůbec první (a zatím jediný) gól Panamy na Mistrovství světa ve fotbale, a to proti Anglii v roce 2018.

## Mládí
Byl druhým nejmladším ze svých sedmi bratrů a vyrůstal v hustě obydlené čtvrti Cerro Batea v okrese San Miguelito poté, co se přestěhoval ze čtvrti San Martin. Baloy se začal zajímat o fotbal poté, co ho začal hrát na ulici se svými přáteli.

## Klubová kariéra

### Mládežnická kariéra
V 18 letech začal svou fotbalovou kariéru v týmu Liga Panameña de Fútbol AFC Euro Kickers. Toto angažmá však trvalo pouze rok, protože tým v tomto roce sestoupil. Poté se přesunul do Sportingu San Miguelito.

### Kolumbie
V 19 letech se přestěhoval do Kolumbie, kde hrál za tým Envigado v Categoría Primera A. Odehrál s nimi sezóny 2002 a 2003, než přestoupil do jiného klubu, Independiente Medellín. S Medellínem měl větší úspěch; v roce 2003 si zahrál v Poháru osvoboditelů, kde se klub dostal do semifinále. Po pouhých devíti ligových zápasech přestoupil do brazilského Grêmia.

### Brazílie
Baloy začal svou kariéru v Brazílii v týmu Grêmio, kde odehrál sezóny 2003 a 2004 v Campeonato Brasileiro Série A. Baloy se stal kapitánem týmu, přestože mu bylo teprve 23 let. Grêmio však vykazovalo špatnou formu, v roce 2003 bylo blízko sestupu a v roce 2004 sestoupilo. Krátce po sestupu Grêmia podepsal smlouvu s CA Paranaense. V roce 2005 skončil s klubem na šestém místě v Campeonato Brasileiro Série A, ale odehrál pouze pět ligových zápasů. Nebyl také součástí týmu, který skončil na druhém místě poté, co v roce 2005 prohrál se São Paulem ve finále Poháru osvoboditelů.

### Mexiko
Baloy přijel v červenci 2005 do Mexika, aby hrál za Monterrey v Lize MX. Svůj debut si odbyl 30. července 2005 v zápase, který skončil 1:2 ve prospěch Pachucy. Baloy se však musel s mexickými fanoušky rychle sžít, protože nahradil oblíbeného argentinského obránce Pabla Rotchena. Po několika dobrých výkonech si Baloy přízeň fanoušků opravdu získal.
V roce 2005 byl Felipe součástí týmu, který skončil na druhém místě v lize Apertura. Po této sezóně však Monterrey nebylo ve stejné formě jako předtím; ale Baloy dokázal v týmu vyniknout a mnohokrát byl označen za jednoho z nejlepších obránců v Mexiku.
V roce 2007 si zahrál v Poháru osvoboditelů poté, co byl v této soutěži zapůjčen do Club América.
V pozdějších letech byl Baloy spojován s několika kluby v Evropě. V zimním přestupovém období 2007 o něj projevil zájem tým Premier League Derby County, ale k přestupu nikdy nedošlo. V roce 2008 byl spojován s Arsenalem.
V roce 2009 se Monterrey stal konečně šampionem ligy, když porazil Cruz Azul celkovým skóre 6:4. Baloy se stal prvním hráčem narozeným v Panamě, který kdy vyhrál mexickou ligu. V témže roce byl dokonce nominován na mexický Zlatý míč pro nejlepšího obránce roku, ale skončil druhý za svým spoluhráčem Duiliem Davinem.
Krátce po zisku titulu se Baloy překvapivě přestěhoval do Santos Laguna. Tím skončilo čtyřleté angažmá v Monterrey, kde odehrál 145 zápasů a vstřelil 10 gólů.
Dne 14. prosince 2013 bylo oznámeno, že Baloy byl prodán do klubu CA Morelia.

## Reprezentační kariéra
Jako mladík hrál Baloy v týmu Panamy do 20 let, který se pokoušel kvalifikovat na Mistrovství světa ve fotbale do 20 let 2001 v Argentině. Svůj seniorský debut za Panamu si odbyl v květnu 2001 v zápase Středoamerického poháru proti Hondurasu a k 17. listopadu 2017 si připsal celkem 100 startů, ve kterých vstřelil 3 góly. Baloy reprezentoval Panamu v Kvalifikaci na Mistrovství světa ve fotbale 2006. V letech 2005 a 2007 byl také součástí nejlepší jedenáctky Zlatého poháru CONCACAF. Byl také součástí týmu, který skončil na druhém místě na Zlatém poháru CONCACAF 2005 a Středoamerickém poháru 2007.
V květnu 2018 byl jmenován do předběžného 35členného týmu Panamy pro Mistrovství světa ve fotbale 2018 v Rusku. Později figuroval ve finálové sestavě. Dne 24. června 2018 vstřelil Baloy vůbec první gól Panamy v zápase mistrovství světa při prohře 1:6 s Anglií. Z mezinárodního fotbalu odešel po tomto turnaji. V Rusku se stal nejstarším debutantem, který skóroval v zápase mistrovství světa.

### Reprezentační góly
Skóre a výsledky Panamy jsou vždy zapsány jako první. Góly Felipeho Baloye jsou zvýrazněny.
| Gól | Datum              | Místo                                           | Soupeř    | Skóre | Výsledek | Soutěž                                           |
| --- | ------------------ | ----------------------------------------------- | --------- | ----- | -------- | ------------------------------------------------ |
| 1.  | 17. listopadu 2004 | Estadio Rommel Fernández, Panamá, Panama        | Salvador  | 2:0   | 3:0      | Kvalifikace na Mistrovství světa ve fotbale 2006 |
| 2.  | 16. února 2007     | Estadio Cuscatlán, San Salvador, Salvador       | Guatemala | 2:0   | 2:0      | Středoamerický pohár 2007                        |
| 3.  | 29. března 2016    | Estadio Rommel Fernández, Panamá, Panama        | Haiti     | 1:0   | 1:0      | Kvalifikace na Mistrovství světa ve fotbale 2018 |
| 4.  | 24. června 2018    | Stadion Nižnij Novgorod, Nižnij Novgorod, Rusko | Anglie    | 1:6   | 1:6      | Mistrovství světa ve fotbale 2018                |

## Osobní život
Felipe Baloy je ženatý, má tři děti a žije se svou rodinou v Panamě. Je naturalizovaným občanem Mexika. Má blízké přátelství se svými spoluhráči z panamského národního týmu Blasem Pérezem a Gabrielem Gómezem.

## Úspěchy
Monterrey
- Liga MX: Apertura 2009

Santos Laguna
- Liga MX: Clausura 2012

Individuální
- Nejlepší jedenáctka Zlatého poháru CONCACAF 2005